# Dinica vulcanica
Dinica vulcanica är en fjärilsart som beskrevs av László Anthony Gozmány. Dinica vulcanica ingår i släktet Dinica och familjen äkta malar. Inga underarter finns listade i Catalogue of Life.